# Helmet Rock
Der Helmet Rock (von englisch helmet ‚Helm‘) ist ein Klippenfelsen vor der Pennell-Küste des ostantarktischen Viktorialands. Am westlichen Ende der Robertson Bay liegt er vor Kap Barrow von Flat Island.
Die von Victor Campbell angeführte Nordgruppe der Terra-Nova-Expedition (1910–1913) des britischen Polarforschers Robert Falcon Scott benannte ihn deskriptiv nach seiner Form.